# El milagro de Ana Sullivan (obra de teatro)

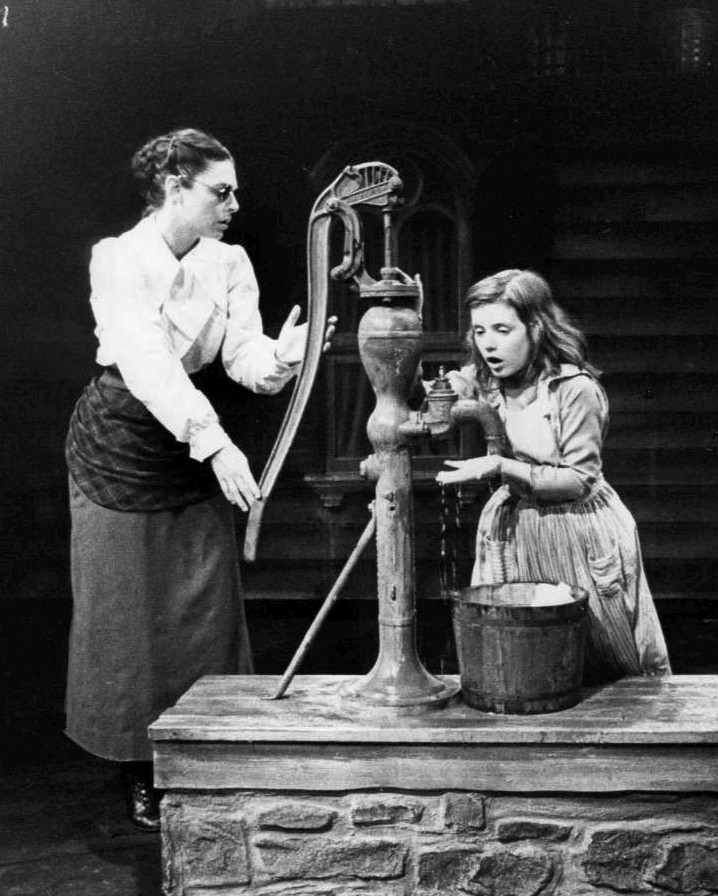
Anne Bancroft y Patty Duke en una escena de la obra (1960).

El milagro de Ana Sullivan o Un milagro para Helen (The Miracle Worker) es una obra de teatro en tres actos, del dramaturgo William Gibson, estrenada en 1959. La pieza teatral es adaptación del guion de una emisión televisiva de 1957, escrito por Gibson y emitido como episodio de la serie de antología de la CBS Playhouse 90. La historia está inspirada en la autobiografía de Helen Keller: The Story of My Life, publicada en 1903.

## Argumento
La historia está ambientada en la localidad estadounidense de Tuscumbia (Alabama). Una enfermedad infantil provocó que la niña Helen Keller creciera ciega, sorda y muda. Compadecida y mimada por sus padres, Helen desconoce lo que es la disciplina y, desde los seis años, se convierte en una criatura malcriada, salvaje y enrabietada fuera del control de sus mayores. Desesperados, los Keller contratan a la joven Ana Sullivan como institutriz y profesora de su hija. Después de varias batallas feroces con Helen, Ana convence a los Keller de que necesita dos semanas a solas con la niña a fin de lograr algún progreso en su educación. En ese momento, Ana comienza a impartir disciplina sobre Helen través de la constancia y le enseña a comunicarse a través de las señales de mano, un doble avance que cambia la vida de Helen y tiene un efecto directo en las vidas de todos en la familia.

## Representaciones destacadas
- Playhouse Theatre, Broadway, Nueva York, 19 de octubre de 1959. Estreno.[1]
  - Dirección: Arthur Penn.
  - Intérpretes: Anne Bancroft (Ana Sullivan), Patty Duke (Hellen Keller), Patricia Neal (Kate Keller), Torin Thatcher (Capitán Keller), Michael Constantine, Beah Richards.

- Teatro Comunale, Módena, Italia, 1960.Anna dei miracoli[2]
  - Dirección: Luigi Squarzina.
  - Intérpretes: Anna Proclemer, Ottavia Piccolo,  Antonio Battistella, Carla Bizzarri, Davide Montemurri, Isabella Riva, Olinto Cristina, Marisa Pizzardi, Evi Matteucci, Alfredo Sernico.

- Théâtre Hébertot, París, 1961.Miracle en Alabama
  - Adaptación: Marguerite Duras
  - Dirección: François Maistre.
  - Intérpretes: François Maistre, Catherine Légitimus,  Françoise Spira, Daniel Emilfork.

- Wyndham's Theatre, West End, Londres, 1961.
  - Intérpretes: Anna Massey (Sullivan), Janina Faye (Keller).

- Teatro Reina Victoria, Madrid, 1961.[3]
  - Adaptación: José López Rubio.
  - Dirección: José Luis Alonso.
  - Escenografía: Sigfrido Burmann.
  - Intérpretes: Lola Cardona (Ana Sullivan), Maribel Ayuso (Hellen Keller), Maruchi Fresno (Kate Keller), Andrés Mejuto (Capitán Keller), Francisco Guijar, Margarita Sevillano, Adolfo del Río.

- Wyndham's Theatre, West End, Londres, 1994.
  - Dirección: Richard Olivier and Bill Kenwright..
  - Intérpretes: Jenny Seagrove  (Sullivan),  Catherine Holman (Keller),  William Gaunt (Captain Keller), Judi Bowker (Kate Keller).

- Circle in the Square Theatre, Broadway, Nueva York, 2010.
  - Dirección: Kate Whoriskey.
  - Intérpretes: Alison Pill (Sullivan), Abigail Breslin (Keller), Matthew Modine (Captain Keller), Jennifer Morrison (Kate Keller), Tobias Segal (James Keller), Elizabeth Franz (Aunt Ev).

## Premios y candidaturas
- Premios
  - Premio Tony a la mejor obra
  - Premio Tony a la mejor dirección en una obra de teatro - Arthur Penn
  - Premio Tony a la mejor actriz principal en una obra de teatro - Anne Bancroft
  - Premio Tony a la Mejor técnica de escena - John Walters
  - Theatre World Award - Patty Duke

- Candidaturas
  - Premio Tony al mejor diseño escénico - George Jenkins

## Adaptaciones
En 1962 se estrenó la película del mismo título, dirigida por Arthur Penn con Bancroft y Duke repitiendo personaje.
Adaptada para televisión en varias ocasiones: 
- Italia, RAI, 1968.Anna dei miracoli
  - Intérpretes: Anna Proclemer (Ana Sullivan),  Cinzia De Carolis (Helen).

- España, Estudio 1, TVE, 1978.
  - Dirección: Pedro Amalio López.
  - Intérpretes: Tina Sáinz (Ana Sullivan), Nuria Gallardo (Helen), Estanis González (Arthur Keller), Nuria Carresi (Kate Keller), Pedro Mari Sánchez (James Keller), Blanca Sendino (Tía Ev), Carmen Rossi (Viney).

- Estados Unidos, NBC, 1979.
  - Intérpretes: Patty Duke (Ana Sullivan), Melissa Gilbert (Helen).

- Estados Unidos, ABC, 1979.
  - Intérpretes: Alison Elliott (Ana Sullivan), Hallie Kate Eisenberg (Helen).